# Vereinigte Arabische Republik (1963)

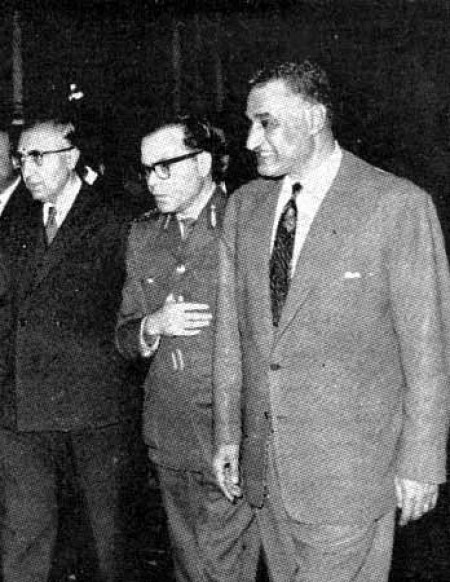
Syriens Präsident al-Atassi (Mitte) mit Premier al-Bitar (links) im März 1963 zu Vereinigungsgesprächen bei Präsident Nasser (rechts) in Kairo

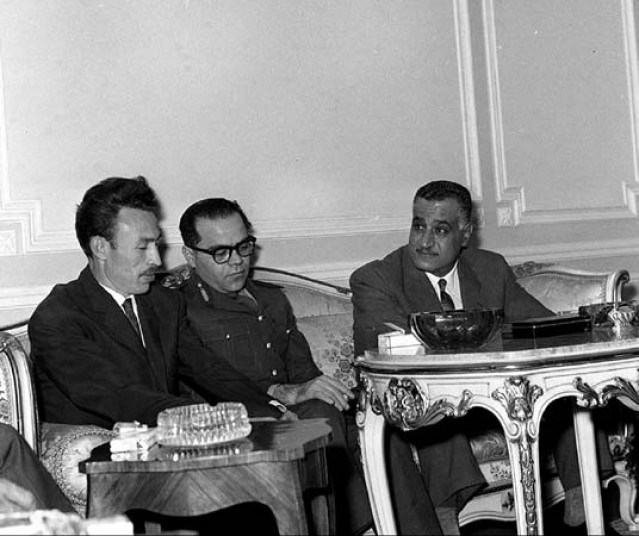
Atasi (Mitte) und Nasser (rechts) konnten Algeriens Präsidenten Ben Bella (links) nicht zum Anschluss bewegen (1963)

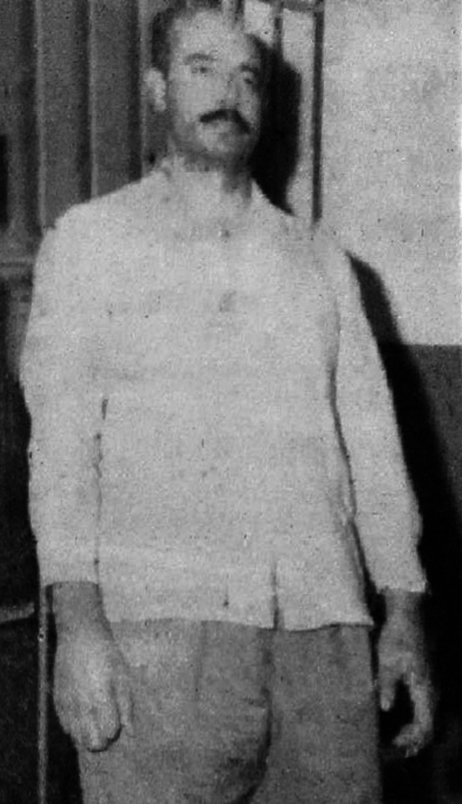
Putschist Jassem Alwan bei seiner Militärgerichtsverhandlung

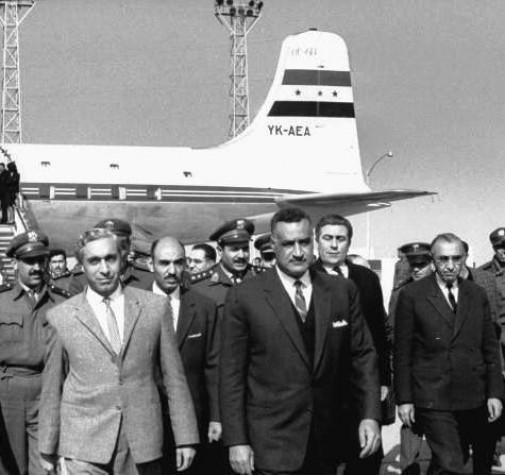
Zwar besuchten Amin al-Hafiz (links) und Bitar (rechts) im August 1963 Nasser, doch die Beziehungen blieben gespannt.

Die Vereinigte Arabische Republik (VAR; arabisch الجمهورية العربية المتحدة, DMG al-Ǧumhūrīya al-ʿarabīya al-muttaḥida) von 1963 war ein geplanter Zusammenschluss der arabischen Staaten Ägypten, Irak und Syrien, der sich an die vorangegangene ägyptisch-syrische Union gleichen Namens anlehnte. Im Gegensatz zum früheren ägyptisch-syrischen Einheitsstaat war 1963 ein föderativer Zusammenschluss vorgesehen.

## Vorgeschichte
Bis Ende 1961 hatte in Gestalt der Vereinigten Arabischen Staaten zudem eine Konföderation zwischen der Vereinigten Arabischen Republik und dem Königreich Jemen bestanden. Nach dem Austritt Syriens aus der VAR (September 1961) hatte auch der jemenitische König den Austritt angekündigt, woraufhin Ägyptens Präsident Gamal Abdel Nasser auch die VAS für aufgelöst erklärte (Dezember 1961). Der Nachfolger des im September 1962 verstorbenen Königs wurde jedoch von republikanischen Offizieren unter Abdullah as-Sallal gestürzt, die einen Anschluss der neugegründeten Jemenitischen Arabischen Republik an Ägypten wünschten.
In Syrien hatte es bereits im März 1962 einen ersten (erfolglosen) Putschversuch zur Wiederherstellung der Union gegeben, doch erst im Frühjahr 1963 ereigneten sich fast
zeitgleich auch im Irak (8. Februar) und Syrien (Revolution des 8. März) Militärputsche, in deren Ergebnis die arabisch-sozialistische Baath-Partei an die Macht kam, die schon 1958 den Anschluss Syriens (und Iraks) an Ägypten befürwortet bzw. die Auflösung der Union 1961 verurteilt hatte. Neuer Präsident Syriens wurde Louai al-Atassi (eine Kompromisslösung zwischen Baathisten und Nasseristen), syrischer Premier wurde der Baath-Gründer Salah ad-Din al-Bitar. Präsident des Irak wurde der Nasser-Anhänger Abd as-Salam Arif und irakischer Premier wurde der Baathist Ahmad Hasan al-Bakr.

## Ägyptisch-Irakisch-Syrische Föderation
Atassi und Bitar reisten noch im März 1963 nach Kairo und nahmen sofort Vereinigungsgespräche auf, zu denen im April irakische Baathisten und der Baath-Gründer Michel Aflaq hinzukamen. Die Gespräche begannen am 14. März, die ersten drei Verhandlungsrunden waren jedoch der Beilegung der Streitfrage gewidmet, welche Seite die Schuld am Zusammenbrechen der syrisch-ägyptischen Union gehabt hatte. Aflaq nahm nur an den ersten beiden Verhandlungsrunden teil. Diese ersten beiden Verhandlungsrunden (14. bis 16. März und 19. bis 30. März) endeten ergebnislos in gegenseitigen Schuldzuweisungen. Am 22. März jedoch gelang der Durchbruch und nach einer dritten Runde zäher Verhandlungen (6. bis 14. April) wurde am 17. April 1963, dem syrischen Nationalfeiertag, eine Föderation (Bundesunion) Ägyptens, Irak und Syriens vereinbart, die den Namen Vereinigte Arabische Republik führen und am 1. September 1963 in Kraft treten sollte. Der Anschluss Nordjemens war nach der Beendigung des dort ausgebrochenen Bürgerkriegs vorgesehen. Auch im Parlament Kuwaits stimmten zwölf der 50 Abgeordneten für den Beitritt. Als Nasser während eines ägyptisch-syrisch-algerischen Gipfeltreffens in Kairo im April 1963 auch Algerien einlud, der Republik beizutreten, lehnte dessen Regierungschef Ahmed Ben Bella ab, sprach Nasser dennoch seine Glückwünsche aus.
Die geplante Hauptstadt war Kairo und Präsident des neuen Staates sollte Gamal Abdel Nasser werden. Mit der Union strebten die drei Staaten eine gemeinsame Außen- und Verteidigungspolitik im Sinne des Panarabismus an. Eine gemeinsame Armee hätte 325.000 Soldaten umfassen sollen, doch war die Frage, ob überhaupt eine gemeinsame Armee gebildet werden soll, offen gelassen worden. Die von einigen Autoren unterstellte beabsichtigte Zerstörung Israels bezeichneten führende Politiker des geplanten Bündnisses als „Befreiung Palästinas“ bzw. als Bemühungen zur Rückkehr der arabischen Palästinaflüchtlinge. Linke Kritiker unterstellten Nasser wiederum, er habe in Geheimvereinbarungen mit den USA de facto Israels Existenz akzeptiert. Statt einer vermeintlichen Auslöschung Israels formulierte Nasser seine Position folgendermaßen:

„Darum glaube ich, daß wir die Wirtschaft der arabischen Welt aufbauen und den Lebensstandard des Volkes heben sollten, bis wir ein Entwicklungsstadium erreicht haben, das es uns erlaubt, einen solchen Druck auf die Israelis auszuüben, daß sie die volle Rechtmäßigkeit unserer Position verstehen“

Nasser hatte sich zwar durchgesetzt mit der Forderung nach der schrittweisen Auflösung aller politischen Parteien der drei Länder zugunsten der Arabischen Sozialistischen Union, die unverzügliche Auflösung der politischen Organisationen wurde jedoch nicht vereinbart. Zunächst war stattdessen in allen drei Staaten die Bildung gemeinsamer "Politischer Fronten" als Koalition aller unionistischen, sozialistischen und demokratischen Kräften vorgesehen.
Bis zum 15. September 1963 sollten Referenden in den drei Mitgliedstaaten die Föderationsverfassung verabschieden. Für den 27. September 1963 war die Wahl Nassers zum gemeinsamen Präsidenten sowie die offizielle Proklamation der Bundesrepublik geplant. Der Präsident der VAR sollte mit Zweidrittelmehrheit der Bundesversammlung für vier Jahre gewählt werden und die Minister ernennen. Aufgrund des vereinbarten Bevölkerungsproporzes stellten Ägypter die Mehrheit der Abgeordneten, jedoch keine Zwei-Drittel-Mehrheit. Dennoch galt Nassers Wahl als sicher. Die Bundes-Nationalversammlung sollte aus der Abgeordnetenkammer und einem Bundesrat bestehen. Wie in Ägypten angestrebt (und nie erreicht), sollten mindestens 50 Prozent der Abgeordneten Arbeiter und Bauern sein. Ein von Vertretern aller drei Landesteile gebildeter Präsidentschaftsrat sollte die Vizepräsidenten sowie die Präsidenten der drei Landesteile ernennen. Jeder Landesteil würde weiterhin eine eigene Nationalversammlung, eine Regionalregierung und einen Premierminister haben. Den Außenhandel, die Außenpolitik und die gemeinsamen Finanzen sollte die Bundesregierung übernehmen, während die Teilstaaten die Kontrolle über ihre Wirtschaft behalten sollten.
Uneinigkeit herrschte über die Machtbefugnisse des Präsidenten, die Zusammensetzung der Regierung und den Staatsaufbau. Außerdem war unklar, ob und wie Syrien und der Irak die „sozialistischen Errungenschaften“ Ägyptens übernehmen sollten. Die wirtschaftlichen Grundlagen der Republik sollten die ägyptische Industrie, die syrische Landwirtschaft und das irakische Erdöl bilden. Die Union hätte eine Fläche von 1.620.757 km² und rund 43 Millionen Einwohner gehabt.

## Scheitern des Projektes
Nachdem die Unionsverhandlungen in Kairo ins Stocken geraten waren, traten im Mai 1963 die nasseristischen und pro-nasseristischen Minister der syrischen Regierung zurück (u. a. Dschamal al-Atassi). Der zwischen Nasseristen und Baathisten lavierende Sami al-Jundi scheiterte mit der Bildung einer neuen Regierung. Die Koalition aus Baathisten und Nasseristen brach auseinander, al-Bitar bildete eine neue Regierung ohne Nasseristen. Syriens Streitkräfte und der Staatsapparat wurden von Nasseristen „gesäubert“. Nachdem am 13. Mai 1963 auch im Irak eine neue Baath-Regierung ohne Nasseristen gebildet worden war, erklärte die syrische Baath-Führung am 16. Mai 1963, zunächst einer Vereinigung mit dem Irak den Vorzug geben zu wollen. Damit war die VAR-Neuauflage faktisch gescheitert.
Als die ergebnislosen Vereinigungsgespräche in Kairo von Syrern abgebrochen wurden, gab Nasser grünes Licht für den Putschversuch des Obristen Jassem Alwan. Der Putsch vom 18. Juli 1963 wurde von Innenminister Amin al-Hafiz niedergeschlagen, der auch Präsident Louai al-Atassi zum Rücktritt zwang und selbst Staatschef wurde. 27 der 30 an Alwans Putschversuch beteiligten nasseristischen Offiziere wurden hingerichtet. Nasser geißelte daraufhin am 22. Juli 1963 das neue „rechte“ Baath-Regime als „faschistisch“ und erklärte schließlich mit der Formulierung, Ägypten fühle sich verpflichtet, das Föderationsprojekt zu suspendieren, den formalen Austritt Ägyptens aus der Föderation. Am 11. August 1963 rief Nasser zum Sturz der Baath-Regimes in Syrien und Irak auf.

„So kamen vor Ende 1963 die Bemühungen zum Erliegen, ein Zentrum politischer Macht zu schaffen, das dem Ägypten Nassers die arabische Führungsrolle hätte streitig machen können – gestützt auf eine politische Organisation, die gleichzeitig über eine autonome Ideologie (die der Baath-Partei) und die irakischen Ölfelder verfügte… Noch mehr als im Oktober 1961 konnte sich Nasser auf die tiefverwurzelten und offen zutage tretenden Ressentiments verlassen, die die ägyptische öffentliche Meinung gegenüber den Taktiken der Baath hegte...“

## Epilog

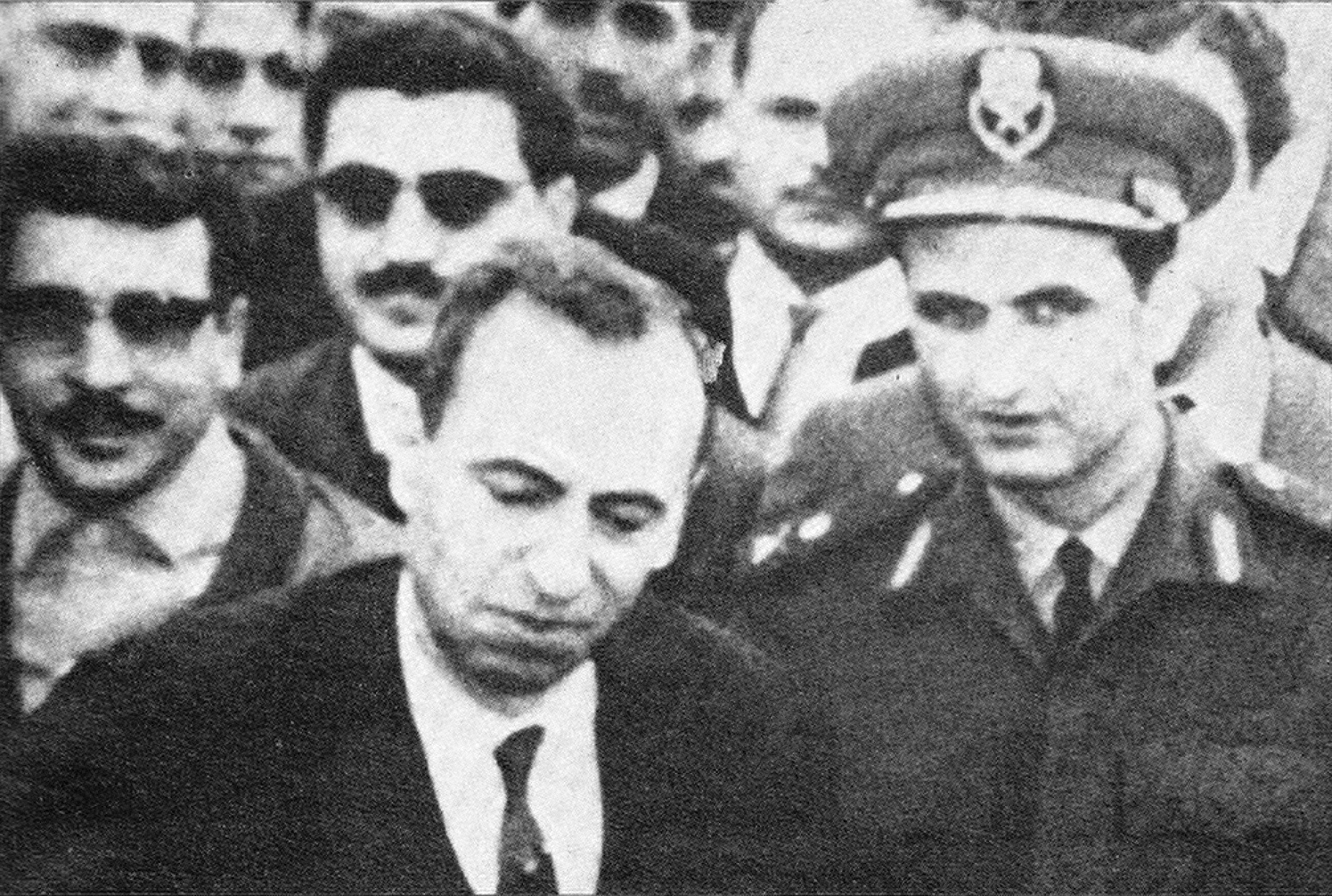
Im November 1963 bemühten sich Syriens Präsident al-Hafiz, Baath-Parteichef Aflaq (links) und Syriens Armeechef Salah Dschadid (rechts) vergeblich, den Sturz der irakischen Baath-Regierung durch einen Besuch in Bagdad abzuwenden. Die Syrer wurden stattdessen kurzzeitig verhaftet.

Bis August 1963 hatte Nasser mit Aref noch zehntägige bilaterale ägyptisch-irakische Vereinigungsgespräche geführt, ab August 1963 wurden von den Baath-Regimes stattdessen die bilateralen syrisch-irakischen Vereinigungsgespräche weitergeführt.

### Syrisch-Irakische Union
Am 2. September 1963 kündigten beide Seiten die Bildung einer Wirtschaftsgemeinschaft an und am 30. September verkündeten Irak und Syrien die Einigung über eine zweiseitige Föderation, tatsächlich aber kam am 8. Oktober zunächst nur ein Militärbündnis zustande. Ein gemeinsames Oberkommando unter dem irakischen Verteidigungsminister Salih Mahdi Ammash wurde in Damaskus gebildet. Am 20. Oktober bestätigte Damaskus den Einsatz syrischer Truppen auf irakischer Seite gegen kurdische Rebellen im Nordirak.
Durch den Militärputsch vom 18. November 1963 wurde das irakische Baath-Regime jedoch wieder gestürzt, vergeblich hatten Aflaq und Hafiz mit einer Reise nach Bagdad den Sturz der dortigen Baath-Regierung abzuwenden versucht. Am 27. April 1964 kündigte Syrien schließlich das Militärabkommen mit dem Irak. Allein die dreisternige Flagge, die in Syrien (bis 1972) und im Irak (bis 1991) weiterverwendet wurde, blieb von der Föderation übrig.

### Ägyptisch-Irakische Union
Inzwischen war es jedoch zu einer ägyptisch-irakischen Annäherung gekommen. Nasseristische Offiziere hatten am Sturz der Baath-Regierung maßgeblich mitgewirkt und waren in den neuen Revolutionsrat aufgerückt. Eine Regierung aus Nationalisten, Unionisten, Ex-Baathisten und Nasseristen wurde gebildet. Noch im Dezember 1963 hatte der irakische Präsident Abd as-Salam Arif erklärt, die vereinbarte Einheit zumindest mit Ägypten weiter anzustreben. Während Nasser Ende April 1964 bei seinem Besuch in der Jemenitischen Arabischen Republik den jemenitischen Wunsch nach Anschluss an die VAR noch zurückgewiesen hatte, vereinbarte er mit Arif im Mai 1964 die Bildung eines gemeinsamen Präsidentschaftsrates und im Oktober 1964 die Bildung einer Vereinigten Politischen Führung, die sich im Dezember 1964 schließlich konstituierte und Ägypten und Irak innerhalb von zwei Jahren zu einem Einheitsstaat zusammenführen sollte.